# PAS 1037
Die seit April 2004 gültige PAS 1037 (öffentlich zugängliche Spezifikation) des DIN Deutschen Instituts für Normung stellt Anforderungen an Qualitätsmanagementsysteme von Organisationen der wirtschaftsorientierten Aus- und Weiterbildung in Form eines QM STUFEN-MODELL. Der Leitgedanke bei der Erarbeitung der Forderungen beim RKW Berlin-Brandenburg, Rationalisierungs- und Innovationszentrum, durch Experten aus rund 100 Bildungsunternehmen, Unternehmensberatungen, Zertifizierungsstellen und wissenschaftlichen Einrichtungen war die Idee, ein Referenzmodell in der Sprache der Lehrenden für die Zertifizierung von Organisationen der Aus- und Weiterbildung zu entwickeln. Das Modell unterteilt sich in die drei Stufen
- Basis,
- Standard und
- Excellence

und enthält jeweils unterschiedliche Anforderungen an die Bildungsorganisation. Die August 2006 veröffentlichte ergänzende Spezifikation PAS 1037 quality specifications for distance learning providers auf der Standardstufe bietet einen umfassenden Forderungskatalog für Fernlehranbieter.

## Gliederung des QMSTUFEN-MODELL
Das QM STUFEN-MODELL berücksichtigt unterschiedliche Niveaustufen nachhaltiger Qualitätsentwicklung:
- In der ersten Niveaustufe Basis fordert die PAS 1037 eine grundsätzliche Qualitätsfähigkeit und eine dokumentierte Prozessorganisation.
- Die zweite Niveaustufe Standard erfordert den Aufbau und die Umsetzung eines kunden- und prozessorientierten Managementsystems, so wie es von der EN ISO 9001 gefordert wird. Die PAS 1037 verlangt auf dieser Stufe zusätzlich zu den ISO-Forderungen Darlegungen zu den finanziellen Aspekten und eine sehr detaillierte Management-Bewertung, den sogenannten QM-Report.
- Die dritte Niveaustufe Excellence entspricht dem EFQM-Excellence Modell. Es geht also um die Einführung und Umsetzung von Excellence-Prinzipien. Die PAS 1037 berücksichtigt insbesondere die Fähigkeit zur Selbstbewertung.

## Die Struktur der PAS 1037
Die PAS 1037 umfasst inhaltlich die Forderungen, Prinzipien und Vorgehensweisen der Normenreihe EN ISO 9000, einschließlich der Auditnorm 19011. Nach dem Anwendungsbereich (Organisationen wirtschaftsorientierter Aus- und Weiterbildung) werden weiterbildungsspezifische Begriffe erläutert. Ausschlüsse von Forderungen einer Niveaustufe sind nicht zulässig.
Die PAS 1037 enthält die Forderungen der EN ISO 9001 in der Sprache der Weiterbilder.
Im Kapitel 4 der PAS 1037 ist der prozessorientierte Ansatz, der diesem Modell zugrunde liegt, in einer Graphik veranschaulicht. Analog zum Demingschen PDCA-Zyklus sind die WB-Aspekte den jeweiligen Prozessarten zugewiesen:
1. Bildungsorganisation führen und entwickeln (Führungsprozess)
2. Mitarbeiter, Lehrende, Lerninfrastruktur bereitstellen und entwickeln
3. Bildungsangebote konzipieren, durchführen und evaluieren (Kernprozess)
4. Bildungsprozesse messen, analysieren und verbessern  (Unterstützungsprozess)

Im Kapitel 5 der PAS 1037 werden sehr konkrete Angaben zum Mindestumfang der QM-Dokumentation gemacht. Kapitel 6 enthält die Palette der Anforderungen gegliedert in die vier Anforderungsgruppen, die den oben aufgezeigten vier Aspekten entsprechen. Jede Detailforderung ist in der ursprünglichen PAS 1037 von 2004 mit dem Zusatz „Basis, Standard, Excellence“ gekennzeichnet. So weiß der Anwender des Stufenmodells, welche Forderungen in der Niveaustufe Basis „nur“ zu berücksichtigen sind und welche bei Standard bzw. Excellence zusätzlich erfüllt werden müssen.
Kapitel 6 der PAS 1037 enthält den Forderungskatalog unter Angabe der Stufen Basis, Standard und Excellence.
Dieses Kapitel 6 der allgemeinen PAS 1037 ist für Fernlehranbieter überarbeitet worden. Die PAS 1037 specifications for distance learning providers enthält einen Forderungskatalog, der sich an der Standardstufe orientiert und zusätzliche fernlehrspezifische Aspekte enthält. Damit kann die PAS 1037 specifications for distance learning providers Grundlage für eine Träger- und Maßnahmen-Zertifizierung darstellen.
Kapitel 7 der PAS 1037 erläutert die Prüfungsdurchführung und Kapitel 8 die Bedingungen für eine Prüfstelle sowie die Anforderungen an das Prüfpersonal. Hier greift die PAS die wesentlichen Aspekte der Auditnorm EN ISO 19011 auf. Eine Zulassung von Auditoren und Zertifizierungsorganisationen für die Prüfung nach PAS 1037 erfolgt durch das RKW Berlin-Brandenburg.
Der Anhang der PAS 1037 erläutert die für eine Zertifizierung einzureichende Dokumentation, insbesondere den QM-Report. In der PAS 1037 sind außer den Anforderungen auch die Fragen der Zertifizierung geregelt.

## Umsetzung der Forderungen der PAS 1037
Je nach zu überprüfender QM-Stufe müssen mehr oder weniger umfangreiche Dokumente eingereicht und vom Zertifizierer geprüft werden. Laut Tabelle zum Bewertungs- und Prüfsystem in der Veröffentlichung zum QM-Stufenmodell des RKW muss ein QM-Handbuch und der nachgewiesene Istzustand in allen drei Stufen für die Prüfung eingereicht werden. In der Stufe Excellence gehört eine Selbstbewertung gemäß EFQM-Modell zusätzlich zu den zu prüfenden Dokumenten.
In allen drei Stufen erfolgt eine Prüfung der Dokumentation und ein Bewertungsgespräch vor Ort. Eine Prüfung im Sinne eines Audits ist aber erst ab der Stufe Standard vorgesehen. Bei der Zertifizierung in der Basisstufe werden im Vor-Ort-Gespräch nur das Führungs- und Lehrpersonal befragt. Für die PAS 1037 specifications for distance learning providers sind alle Forderungen zu belegen.

## QM-Report
Der in allen Stufen und auch bei der Fernlehrspezifikation einzureichende QM-Report basiert auf einer intensiven Ermittlung des Ist-Zustandes unter Einbeziehung der Akteure und konsequenter Identifizierung von Nachweisen. Dadurch werden Aussagen möglich zu:
- Darstellung der Entwicklung der WB-Organisation,
- Darstellung des nachweisbaren Ist-Zustandes,
- Zieldefinitionen für die nächsten zwölf Monate,
- Überprüfung des Zielerreichungsgrades zurückliegender Perioden und
- Bewertung der Organisation.

Dieser QM-Report ist sehr umfangreich und benötigt bei seiner ersten Erstellung eine geraume Zeit, da alle Dokumente gesichtet und zusammengetragen werden müssen. Dadurch gibt der QM-Report aber einen teilweise noch umfangreicheren Überblick über die Organisation als eine QM-Bewertung nach QM-Norm EN ISO 9001.
Wesentlicher Bestandteil der Zertifizierung ist der in allen Stufen vorzulegende QM-Report.
Der Schwerpunkt der PAS Prüfung liegt in der Vor-Ort-Prüfung mit Konzentration auf die Gespräche mit der Organisation. Aus dem QM-Report leiten sich die Fragen für die Prüfung durch den externen Auditor ab.

## Vorteile des QM-Stufenmodells nach PAS 1037 gegenüber EN ISO 9001
1. Das QM-Stufenmodell kombiniert eine Zertifizierung nach Norm (Stufe Standard) mit der Bewertung nach EFQM-Modell (Stufe Excellence).
2. Alle Forderungen der PAS 1037 und der specifications for distance learning providers sind in der Sprache der Weiterbilder formuliert und damit leichter beantwortbar als die der EN ISO 9001.
3. Die Forderungen des QM-Stufenmodells gehen ab Stufe Standard deutlich über den Forderungskatalog der ISO hinaus.
4. Die Zertifizierung erfolgt durch Auditoren mit WB-spezifischen Kenntnissen und durch TGA-akkreditierte Zertifizierer, die sich beim RKW-Berlin für die Zertifizierung nach PAS 1037 qualifiziert haben.
5. Das genauso wie bei der ISO für drei Jahre gültige Zertifikat wird jährlich durch ein Audit (ab Stufe Standard) überwacht.
6. Die PAS 1037 specification distance learning providers ermöglicht eine Maßnahmen- und Trägerzertifizierung.
7. Der QM-Report stellt ein umfassenderes Review dar als die QM-Bewertung nach Norm.

## Nachteile des QM-Stufenmodells nach PAS 1037 gegenüber EN ISO 9001
1. PAS 1037 stellt keine international anerkannte Norm dar, sondern lediglich die öffentlich zugängliche Spezifikation einer nationalen Institution.
2. Die Beschränkung auf Weiterbildungsorganisationen ermöglicht keinen Erfahrungsaustausch außerhalb der Branche.
3. PAS 1037 ist, von Fachkreisen der Weiterbildungsbranche abgesehen, relativ unbekannt. Eine Zertifizierung nach PAS 1037 ist daher für das zertifizierte Unternehmen nicht mit einem nennenswerten Imagegewinn verbunden.

## Beziehungen zwischen PAS 1037 und EN ISO 9001
Beiden Regelwerken liegt der Demingsche PDCA–Zyklus zugrunde, und der kapitelweise Aufbau der Forderungen befasst sich mit den gleichen Themenkreisen Führung, Mitarbeiter, Kernprozesse, Überprüfungen. Laut Kompendium zur PAS 1037 gibt es aber Anforderungen aus der EN ISO 9001:2000, die bewusst nicht in die PAS 1037:2004 implementiert wurden. So finden sich z. B. keine Aussagen zu Messmitteln, da es in den allermeisten Bildungsorganisationen solche Messmittel nicht gibt. (Seite 94, Kompendium)
Andererseits fordert die PAS 1037 bereits in der allgemeinen Fassung als QM-Stufenmodell zahlreiche Aspekte, die stark weiterbildungsspezifisch sind und daher in der allgemeinen QM-Norm gar nicht vorkommen können. Dies ist erst recht bei der PAS 1037 specification for distance learning providers der Fall.
Die Konsequenz ist, dass mit einer Zertifizierung nach EN ISO 9001 nicht auf eine vollständige Erfüllung der Forderungen der PAS 1037 geschlossen werden kann, leider aber auch nicht umgekehrt. Nicht in der QM-Norm EN ISO 9001 enthalten sind die aus der Standardstufe der PAS 1037 entnommenen folgenden Forderungen:
| 1.1   | Strategieentwicklung und deren regelmäßige Bewertung |
| 1.10  | Kooperationen und Netzwerke                          |
| 1.9   | Controlling                                          |
| 2.5   | Finanzielle Ressourcen                               |
| 3.2.2 | Lernberatung                                         |
| 3.2.3 | Bildungsberatung für Unternehmen                     |
| 3.3.7 | Ausprägung eines spezifischen Leistungsprofils       |
| 3.3.8 | Lebenszyklus der Bildungsangebote                    |
| 4.3   | Bildungsmarktkennzahlen                              |

Forderungen der EN ISO 9001, die nicht in der PAS 1037, Stufe Standard enthalten sind:
| 7.4   | Beschaffung                              |
| 7.5.2 | Validierung der Prozesse                 |
| 7.5.5 | Produkterhaltung                         |
| 7.6   | Lenkung von Überwachungs- und Meßmitteln |

## Beziehungen zwischen PAS 1037 und ISO 29990
Die PAS 1037 diente als Grundlage für die Entwicklung der ISO 29990 Lerndienstleistungen für die Aus- und Weiterbildung – Grundlegende Anforderungen an Dienstleister. In den Jahren 2007 bis 2010 fand eine fruchtbare internationale Diskussion in den zuständigen ISO-Gremien statt, die die Erfahrungen der daran beteiligten Delegationen aus 20 Teilnehmer- und 9 Beobachterländern aufnahm. Im Ergebnis entstand ein Managementstandard für Bildungseinrichtungen, der den Schwerpunkt auf die Lerndienstleistung legt. Die ISO 29990 lässt noch immer die Ideen und Intensionen der PAS 1037 erkennen.

## Zertifizierte Fernlehrinstitute
In der Zeit August 2007 bis April 2008 sind nunmehr die ersten Fernlehranbieter nach der PAS 1037 specification for distance learning providers zertifiziert worden. Einige der insgesamt sechs Institute (CQa, IST, ILS, Fernakademie Klett, SGD und Wilhelm Büchner Hochschule) haben sich gleichzeitig auch nach EN ISO 9001 zertifizieren lassen und gleichzeitig ein Anerkennungsverfahren nach AZWV durchlaufen. Letzteres erlaubt die Einlösung von Bildungsgutscheinen der Arbeitsagenturen.
Die Erfahrungen aus den Instituten weisen sehr deutlich auf eine gute Tauglichkeit des Verfahrens. Der Aufbau des hauseigenen Organisationssystems (QM-System) wird durch Heranziehung der in branchentypischer Sprache verfassten Forderungen der PAS 1037 wesentlich leichter und praxisnäher als dies bei der branchenunabhängigen EN ISO 9001 der Fall ist.